# Уоллес, Билли
Уильям Джозеф Уоллес (англ. William Joseph Wallace; 2 августа 1878 — 2 марта 1972) — новозеландский регбист, один из членов «Ориджинал Олл Блэкс».

## Биография
По профессии был литейщиком. Выступал за команды провинций Веллингтон и Отаго, в 1898 году из-за перелома ноги почти не играл. Предпочитаемая позиция — задняя линия. Провёл на позиции фуллбэка 19 матчей, в большей части матчей играл на позиции винга. Уоллес отличался прекрасным ударом, неоднократно приносившим его командам очки во встречах. Всего за 112 игр в клубах и сборной он набрал 527 очков.
15 августа 1903 года Уоллес дебютировал за сборную Новой Зеландии в официальном тест-матче против Австралии в Сиднее. В составе первой новозеландской сборной, известной как «Ориджинал Олл Блэкс», он участвовал в турне 1905—1906 годов по Великобритании и Франции. Всего в его активе 51 матч за сборную (из них 11 — тестовые матчи) и 379 очков (из них 50 в тестовых матчах). Уоллес стал одним из первых новозеландских игроков, сыгравших более 50 матчей за «Олл Блэкс». В играх за «Ориджинал Олл Блэкс» он набрал 246 очков, из них 230 в матчах против команд Великобритании и Франции.
В 1905 году в игре против команды Девона Уоллес, игравший в панаме, набрал 28 очков, что долгое время было персональным рекордом по числу очков за один матч у игрока — позже этот рекорд перебил Рон Джарден во время турне по Австралии в 1951 году. В том же году в матче против Уэльса Уоллес участвовал в атаке, которую завершил Бобби Динс попыткой, по непонятной причине не засчитанной шотландским судьёй Джоном Далласом — в итоге Уэльс победил 3:0 и не позволил новозеландцам установить рекордную продолжительность беспроигрышной серии.
После игровой карьеры Уоллес работал в литейной промышленности, помогая при этом клубу «Понеке», провинции Веллингтон и Новозеландскому регбийному союзу. В 1932 году он был администратором сборной Новой Зеландии во время турне по Австралии, а в 1935 году занимал аналогичную должность в сборной маори. С 1968 года Регбийным союзом Веллингтона лучшему игроку команды присуждается кубок, названный именем Билли Уоллеса.
Скончался в Веллингтоне в 1972 году, похоронен на кладбище Карори.